# Heliox
Heliox ist ein Mischgas aus Helium und Sauerstoff. Es wird beim Sättigungstauchen sowie im technischen Tauchen als Atemgas eingesetzt und findet Verwendung bei der Notfallversorgung und Behandlung von Atemwegserkrankungen. Heliox wurde erstmals im Jahr 1939 bei der Bergung des verunglückten U-Boots USS Squalus aus etwa 82 Metern Tiefe verwendet.

## Verwendung im Technischen Tauchen

### Zusammensetzung
Grundsätzlich sollte für Atemgase mit Heliumanteil technisches Helium mit den als gesundheitlich unbedenklich geltenden Reinheiten 4.6 oder 5.0 nach DIN EN ISO 14175 (nomineller Fremdgasanteil 10−4,6 bzw. 10−5,0, entspricht Reinheit von 99,997 % bzw. 99,999 %, bei Anwendung der nach Norm erlaubten Toleranzen Mindestreinheit von 99,996 % bzw. 99,999 %) verwendet werden. Helium von höherer Reinheit kann natürlich auch verwendet werden, ist aber deutlich teurer und steht Sporttauchern an den meisten Tauchplätzen nicht zur Verfügung. Die Verwendung von als Industriegas angebotenem Helium in Atemgas ist gesundheitlich äußerst riskant, da hier deutlich höhere Fremdgasanteile vorliegen können und zudem keine Spezifikation der zulässigen Fremdgase besteht.
Für das Tauchen mit unterschiedlichen festen Mischungsverhältnissen in mehreren Flaschen wird Heliox für die verschiedenen Tauchabschnitte oft in folgenden typischen Zusammensetzungen angeboten (Angabe von Sauerstoffanteil, Rest Helium):
- 21 % Sauerstoff (erste Phase Abstieg und Dekompressionsstopps, Tauchtiefe maximal 50 m)
- 12 % Sauerstoff (Tauchtiefen von 10 m bis 100 m)
- 8,5 % Sauerstoff (Tauchtiefen von 20 m bis 150 m)

Steht eine geeignete Abmischvorrichtung zur Verfügung, können die Mischungsverhältnisse für die verschiedenen Phasen des geplanten Tauchgangs auch individuell angepasst werden. Der Partialdruck des Sauerstoffs sollte dabei in den entsprechenden Tiefenbereichen 0,18 bar (Erstickungsgefahr ab 0,16 bar) nie unterschreiten, und 1,4 bar (Sauerstoffvergiftung ab etwa 1,6 bar) nie überschreiten. Da bei längerem Einwirken auch Sauerstoffpartialdrücke unterhalb 1,6 bar toxisch wirken können, muss eine Sauerstoffuhr oder O2-Uhr (auch CNS O2 %) geführt und beachtet werden, was den möglichen Aufenthalt in größeren Tiefen deutlich verkürzt.
Wird bei einem Rebreather Helium als Beimischgas verwendet, ist das Atemgas des Tauchers ebenfalls Heliox. Da das Mischungsverhältnis hier von einem Regler ständig angepasst wird, meist auf einen voreingestellten Partialdruck des Sauerstoffs, kann man mit einem einzelnen Gerät ohne manuelle Anpassungen auch in große Tiefen tauchen. Zudem ist der Verbrauch des relativ teuren technischen (reinen) Heliums um ein Vielfaches geringer, da das ausgeatmete Gas im Kreislauf des Geräts verbleibt, anstatt ins Wasser abgegeben zu werden. Deswegen werden bei Tauchgängen mit einem klassischen offenen Gerät meistens die kostengünstigeren Gemische Trimix oder Triox, bei welchen ein Restanteil von Stickstoff übrig bleibt und der Heliumanteil dementsprechend niedriger ist, benutzt. Dies ist möglich, da die Tiefen, welche beim klassischen technischen Tauchen erreicht werden, unter den Maximaltiefen klassischer Trimix Mischungen liegen und somit Heliox nicht notwendig machen. Beim Sättigungstauchen, welches deutlich höhere Maximaltiefen erreichen kann, ist dies nicht der Fall, weswegen Heliox hier deutlich verbreiteter ist.

### Vorteile
- Kein Tiefenrausch mit narkotischer Wirkung, da kein Stickstoff enthalten ist.
- Größere Tiefen – theoretisch bis zu 600 m – möglich.
- Geringerer Atemwiderstand als bei anderen Inertgasen.

### Nachteile
- Helium verursacht das High Pressure Nervous Syndrome (Heliumzittern)
- Hoher Preis: Helium 4.6 und Helium 5.0 sind bei Abnahme in Gebinden ab 50 Litern für etwa 1,20 € pro Liter (200 bar) erhältlich[7]. Von Sporttauchern muss vor Ort an den Tauchplätzen aufgrund von Zusatzkosten für Logistik, Vorhaltung, Abfüllung in Tauchflaschen und ggf. Mischung aber meist ein Vielfaches bezahlt werden. Dies führt insbesondere beim Tauchen mit offenen Systemen durch den hohen Verbrauch und die zusätzliche Notwendigkeit von Abmischvorrichtungen für die Befüllung verschiedener Flaschen für unterschiedliche Tiefenabschnitte des Tauchgangs dazu, dass das Atemgas hier den weitaus größten Teil der Kosten pro Tauchgang ausmacht. Bei der Verwendung in Rebreathern ist der Kostenanteil aufgrund weit geringeren Verbrauchs und des Wegfalls der Notwendigkeit von Abmischvorrichtungen deutlich geringer.
- Verfügbarkeit: An vielen Tauchplätzen, an denen Sporttauchern Technisches Tauchen angeboten wird, steht nur der gebräuchlichere Trimix in verschiedenen Mischungsverhältnissen zur Verfügung, oder Abmischvorrichtungen für Helium fehlen. Für Rebreather ist das Vorhandensein von Abmischvorrichtungen nicht notwendig, da die Mischung erst im Tauchgerät erfolgt.

#### Irrglaube über Auskühlung
Ein weitverbreiteter Irrglaube über Heliox sowie Trimix ist, dass – dank der großen Wärmeleitfähigkeit des Heliums – Mischgase mit Heliumzusetzung zu einer schnelleren Auskühlung der Lunge, als bei Nutzung von Atemgasen ohne Heliumzusetzung führen. Dies ist nicht wahr, im Gegenteil aufgrund der niedrigen Wärmekapazität von Helium wird tatsächlich weniger Wärme dem Körper entzogen. Dass Sättigungstaucher dennoch beheiztes Atemgas benötigen hat zwei Gründe:
1. Da Sättigungstaucher ihr Atemgas nicht nur atmen, sondern sich komplett in einer Atmosphäre des Atemgases befinden, hat hier die hohe Wärmeleitfähigkeit des Heliums tatsächlich zur Folge, dass eine schnellere Abkühlung des Körpers erfolgt. Auch für technische Taucher, welche mit einem Trockentauchanzug tauchen kann dies ein Problem sein. Da ein Trockentauchanzug klassischerweise mit dem Rückengas befüllt wird, würde beim Tauchen mit Heliox oder Trimix als Atemgas ein Taucher in seinem Anzug eine heliumhaltige Atmosphäre erzeugen und dadurch schneller abkühlen. Um dieses Problem zu entgehen füllen technische Taucher bei Tauchgängen mit Trimix oder Heliox ihre Anzüge über eine kleine extra Flasche mit Argon, welches eine deutlich geringere Wärmeleitfähigkeit aufweist und somit sogar wärmender als normale Luft ist.
2. Bei sehr tiefen Tauchgängen kann es tatsächlich zu einem respiratorischen Wärmeverlust kommen. Dies liegt aber an der hohen Gasdichte, welche bei solchen Tauchgängen vorliegt, weswegen dieser Effekt auch – falls theoretisch möglich – bei Verwendung von stickstoffhaltigen Atemgasen noch stärker spürbar wäre.[9]

### Alternativen
Als Alternative zu Heliox kann Trimix genannt werden, das neben Sauerstoff und Helium variable Mengen von 20–44 % Stickstoff enthält. Hydrox ist ein alternatives Atemgasgemisch, das aus Wasserstoff (Hydrogenium) und Sauerstoff (Oxygenium) besteht und Tiefen bis etwa 700 m erlaubt.